# Proleptični gregorijanski koledar
Proleptični gregorijanski koledar (prolepsa = prezgodnji nastop) je koledar, pri katerem se upoštevajo pravila gregorijanskega koledarja še pred njegovim nastankom, torej pred 15. 10.1582 (Primer: leto 1300 v proleptičnem gregorijanskem koledarju ni prestopno, saj ni deljivo s 400, v takrat veljavnem julijanskem koledarju pa je bilo prestopno).